# Місцеві вибори у Луганській області 2020
Місцеві вибори у Луганській області 2020 — це вибори депутатів місцевих рад, що відбулися 25 жовтня 2020 року в рамках проведення місцевих виборів у всій країні. Вибори на територіях, контрольованих бойовиками, не проводилися.

## Передумови
Через окупацію частини області ЦВК України визнала неможливим проведення виборів у 8 територіальних громадах Луганської області. Це Гірська, Лисичанська, Попаснянська, Сєвєродонецька міські громади Сєвєродонецького району та Щастинській міській, Станично-Луганській, Широківській селищних і Нижньотеплівській сільській територіальних громадах Щастинського району.
Вибори до Луганської обласної ради не проводилися, з 8 районів області вибори до районних проводилися лише в половині — у Сватівському, Сєвєродонецькому, Старобільському та Щастинському. Також було призначено вибори депутатів рад та голів 26 територіальних громад області: 9 міських, 12 селищних та 5 сільських.

## Результати
За результати виборів, міськими головами Кремінної та Сватового стали представники партії «Опозиційна платформа — За життя» Володимир Струк і Віта Сліпець, Рубіжне очолив кандидат від «Нашого краю» Сергій Хотів, у Старобільську обрали самовисуванку Яну Літвінову.